# 蒙利亚尔
蒙利亚尔（法語：Montliard，法語發音：[mɔ̃ljaʁ]）是法国卢瓦雷省的一个市镇，属于皮蒂维耶区。

## 地理
蒙利亚尔（48°1'11"N, 2°23'50"E）面积8.99 平方千米，位于法国中央-卢瓦尔河谷大区卢瓦雷省，该省份为法国中北部省份，北起埃松省，西北接厄尔-卢瓦省，西南接卢瓦-谢尔省，南至涅夫勒省和谢尔省，东临约讷省，东北接塞纳-马恩省。
与蒙利亚尔接壤的市镇（或旧市镇、城区）包括：布瓦科曼、弗雷维尔迪加蒂奈、内普卢瓦、伯宗德河畔基耶尔、圣卢德维涅。

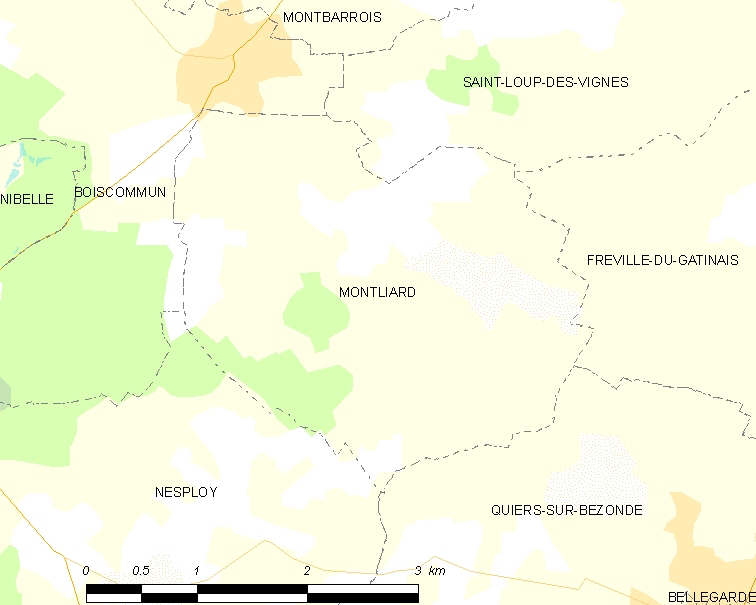
蒙利亚尔的OSM定位图

蒙利亚尔的时区为UTC+01:00、UTC+02:00（夏令时）。

## 行政
蒙利亚尔的邮政编码为45340，INSEE市镇编码为45215。

## 政治
蒙利亚尔所属的省级选区为勒马勒塞布瓦县。

## 人口

1962-2008年间蒙利亚尔人口变化图示

蒙利亚尔于2022年1月1日时的人口数量为230人。